# Мария Вюртембергская (1799—1860)
Герцогиня Антуанетта Фридерика Августа Мария Анна Вюртембергская  (нем. Antoinette Friederike Auguste Marie Anna Herzogin von Württemberg; 17 сентября 1799, Кобург—24 сентября 1860, Гота) — немецкая принцесса из Вюртембергского дома. В браке — герцогиня Саксен-Кобург-Готская.

## Биография
Герцогиня Мария была старшим ребёнком в семье герцога Александра Вюртембергского (1771—1833) и его супруги Антуанетты, урождённой принцессы Саксен-Кобург-Заальфельдской (1779—1824). По линии отца Мария приходилась двоюродной сестрой российским императорам Александру I и Николаю I, по линии матери — королеве Великобритании Виктории и королю Бельгии Леопольду II.
Родилась в Кобурге в 1799 году, за год до отъезда её родителей в Россию. Детство и юность принцессы прошли в Курляндии в имении Грюнхоф под Митавой, затем в Витебске и при императорском дворе. Фрейлина Александра Россет писала: «Иногда она (императрица Мария Фёдоровна) приглашала к обеду свою племянницу, принцессу Марию Вюртембергскую, она была очень приятна, но застенчива». В 1817 году принцесса вместе с матерью находилась среди встречавших принцессу Шарлотту Прусскую, невесту великого князя Николая Павловича. В период 1819—1821 года вместе с родителями совершила длительное путешествие в Германию и Австрию. Они посетили Баден и Вену, затем Штутгарт и Мюнхен. В 1821 году, гостя у своих родственников в Кобурге, Мария впервые встретилась со своей бабушкой Августой.
По возвращении жила в Петербурге в роскошном дворце в Юсуповском саду, куда переехала её семья. Занимала высокое положение при дворе, была участницей и свидетельницей многих важных событий. Принимала участие в празднествах по поводу коронации Николая I в августе 1826 года в Москве.

### Замужество
Герцогиня Мария вышла замуж лишь в 33 года. Брак был устроен герцогиней Августой, которая наметила её в жёны своему сыну Эрнсту. Герцог приходился невесте родным дядей (он был братом её матери герцогини Антуанетты) и был старше её на 15 лет. В марте 1826 года он развёлся со своей первой супругой Луизой Саксен-Гота-Альтенбургской. А уже в декабре герцогиня Августа писала своему сыну Фердинанду в Вену: 

Эрнст должен жениться снова — на Марии, это моё единственное желание, и русский император мог бы сделать для неё что-нибудь в отношении её финансового положения! … В отношении Марии я забыла написать ещё кое-что: можно было бы пожелать, чтобы ради памяти её незабвенной усопшей матушки русский император сделал что-нибудь для неё в денежном отношении в том случае, если она выйдет замуж…
Планы герцогини были исполнены, во многом благодаря императрице Александре Фёдоровне, подруге Марии. С весны 1827 года весь семейный круг Кобурга знал о материальном положении Марии, которая писала:

Вы, любимая бабушка, конечно же, несказанно обрадуетесь, когда узнаете, что император, самый благородный, самый щедрый из всех, по ходатайству своей милой, доброй супруги удовлетворил все наши, все мои желания в отношении наших дел очень щедро, и они уладились самым выгодным для нас образом … Передо мной открылось спокойное будущее, я богата!

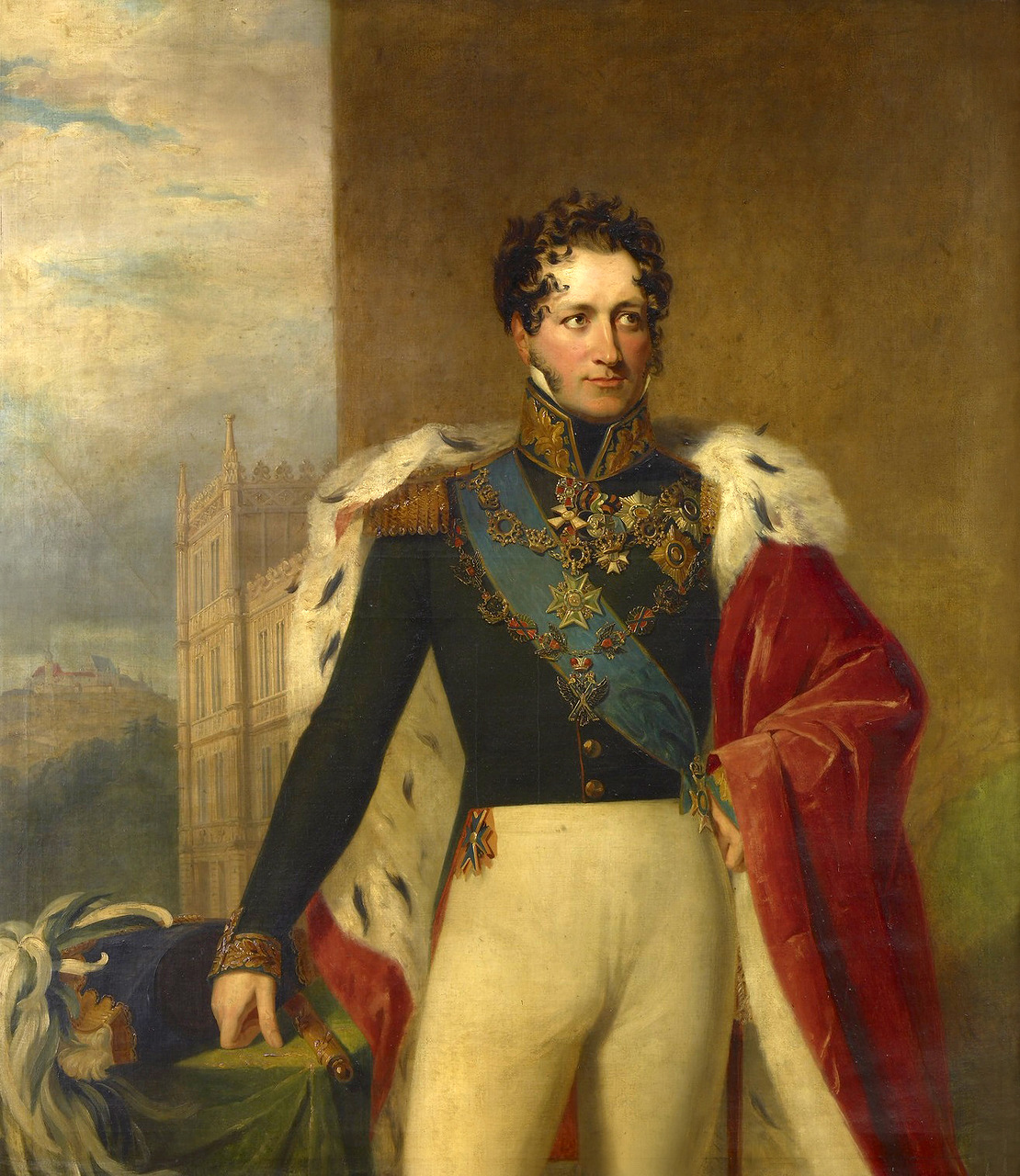
Эрнст I Саксен-Кобург-Готский

Спустя три года герцог Эрнст I сделал Марии долгожданное официальное предложение. Этот союз дяди и племянницы был очевидной сделкой. После долгих переговоров 6 сентября 1832 года в Штутгарте наконец был подписан брачный контракт и Мария в сопровождении отца и братьев навсегда покинула Россию. Бракосочетание состоялось в Кобурге 23 декабря 1832 года, но брак не был счастливым. С самого начала Мария хотела сохранить свою независимость от супруга и не позволяла ему вмешиваться в свои дела. Детей у них не было, она перенесла несколько выкидышей. В одном из писем тётка герцогини София назвала поведение брата по отношению к жене «грубым», «он унижал её перед каждым и вечно глупо шутил, по поводу того, что опять женился». Отдыхали супруги порознь, Эрнст предпочитал Кобург и Мариенбад, герцогиня ездила на морской курорт Травемюнде.
Будучи правящей герцогиней, Мария уделяла много времени общественной деятельности. Покровительствовала в Готе пансиону для девочек из высокого сословия, который получил имя «Институт Марии», жертвовала значительные суммы на создание «Заведения по спасению маленьких детей». Интересуясь литературой и музыкой, Мария была инициатором открытия в Кобурге первого театра, где несколько раз выступал Ф. Лист.
Благодаря браку Мария стала мачехой своих кузенов Эрнста и Альберта, к ним она проявляла материнскую заботу, но в целом их воспитание было в руках отца. Альберт в своих письмах называл ее «дорогой мамой». Она была крестной матерью старшего сына Альберта и королевы Великобритании Виктории — Альберта Эдуарда, принца Уэльского (позже ставшего королём Эдуардом VII), хотя и не присутствовала при самой церемонии крещения.

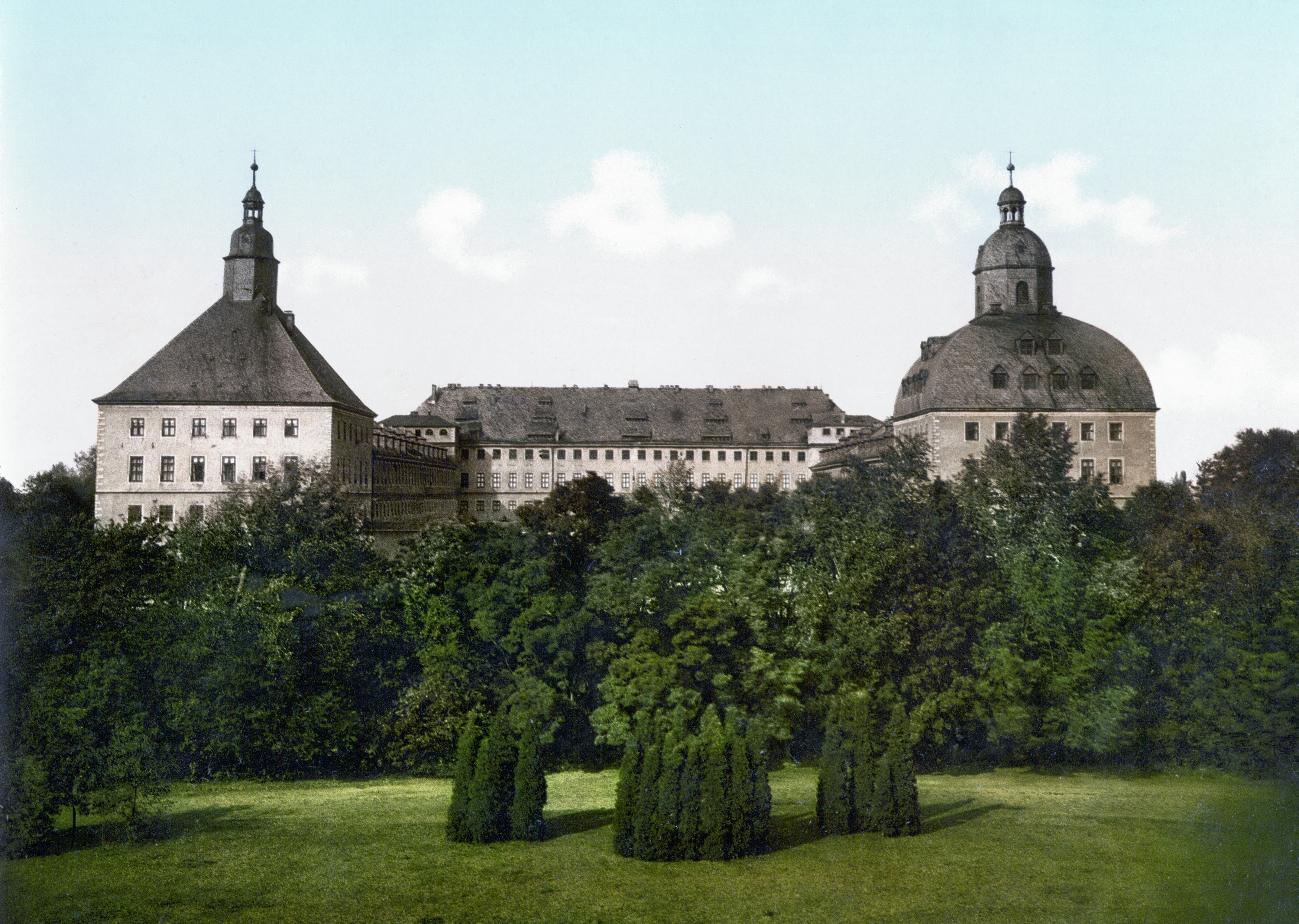
Замок Фридрихшталь

Неожиданная смерть Эрнста I в 1844 году полностью изменила положение Марии в отношении её позиций при дворе, она перестала быть правящей герцогиней. Зимой она проживала в Кобурге, а летом в замке Фридрихшталь в Готе. Ещё в то время, когда она жила в России, она часто болела, её изводили боли неврологического характера, мучили ревматизм и приступы мигрени, которые мешали ей активно двигаться. Последние годы жизни передвигалась в коляске, скончалась после долгой болезни в сентябре 1860 года. Похоронена в семейном мавзолее на кладбище Глоккенберг в Кобурге. По словам герцога Альберта, «по своим чувствам мама навсегда осталась русской и никогда не могла чувствовать, что прижилась здесь».

## В литературе
- В 2004 году вышла книга, посвящённая Марии Вюртембергской — Бахманн Г. «Герцогиня Мария Саксен-Кобургская и Готская, урожденная герцогиня Вюртембергская: 1799—1860. Жизнь между Россией и Германией» (ISBN 5-89329-655-9).